# James Kingston
James Hubert Kingston (Ottosdal, 30 november 1965) is een professioneel golfer uit Zuid-Afrika.
Hij trouwde in 1994 en kreeg twee kinderen. Met zijn gezin woont hij in Rustenburg.

## Professional
James Kingston werd in 1985 professional. In 2007 won hij het Zuid-Afrikaans Open, dat ook voor de Europese Tour meetelt, zodat hij een spelerskaart voor Europa heeft. 
In 2009 won hij in Keulen de play-off van Anders Hansen. In 2010 speelt hij de Sunshine Tour (ST) en de Europese PGA Tour (ET).

### Gewonnen

#### Sunshine Tour
- 1992: Lombard Tyres Classic
- 1995: FNB Pro Series: Royal Swazi & FNB Pro Series: Namibia Open
- 1996: Bushveld Classic & FNB Pro Series: Namibia Open
- 2001: Randfontein Classic, Atlantic Beach Classic
- 2002: Royal Swazi Sun Classic
- 2007: South African Airways Open (ST/ET), Order of Merit van de Sunshine Tour
- 2008: Vodacom Championship
- 2010: Vodacom Business Origins of Golf Tour at Selborne
- 2013:	Investec Royal Swazi Open

#### Asian Tour
- 1998: Thailand Open
- 1999: Maekyung Daks Open
- 2000: Ericsson Classic & London Myanmar Open

#### Europese Tour
- 2008: South African Airways Open (ST/ET)
- 2009: Mercedes-Benz Championship